# Vendergood
El vendergood es una lengua artificial a posteriori creada por William James Sidis en 1905.
Sidis describió la lengua en su segundo libro, llamado Libro de vendergood (inglés: Book of Vendergood), que escribió cuando aún era un niño. Aparentemente, esta lengua estaba basada principalmente en el latín, pero también tuvo influencias del alemán y del francés, así como de otras lenguas romances. Él hacía la distinción entre ocho diferentes conjugaciones: indicativo, potencial, imperativo absoluto, subjuntivo, imperativo, infinitivo, optativo, además de una creación gramatical de Sidis: forceable (inglés: strongeable). Los artículos se agrupaban por una inflexión de género descrita por un observador como «más compleja que un verbo japonés». El vendergood utilizaba un sistema de números de base 12, porque, como Sidis explicó, «la unidad al vender cosas es 12, las cosas (docenas) y 12 es el más pequeño número que tiene cuatro factores».
Pocos ejemplos del idioma quedan intactos. Su vocabulario y paradigmas son los siguientes:
| Vendergood                | Español                      |
| ------------------------- | ---------------------------- |
| Amevo (-)ne the neania?   | ¿Usted ama al muchacho?      |
| The toxoteis obscurit.    | El arquero obscurece.        |
| Quen diseois-nar?         | ¿Qué aprende usted?          |
| (Euni) disceuo.           | Aprendo vendergood.          |
| Obscureuo ecem agrieolai. | Anochecen diez agricultores. |

| Vendergood       | Español |
| ---------------- | ------- |
| eis              | uno     |
| duet             | dos     |
| tre              | tres    |
| quar             | cuatro  |
| quin             | cinco   |
| sex              | seis    |
| sep              | siete   |
| oo/oe            | ocho    |
| non              | nueve   |
| ecem             | diez    |
| elevenos         | once    |
| dec              | doce    |
| eidec (eis, dec) | trece   |